# آدا كاتس
آدا كاتس (بالإنجليزية: Ada Katz)‏ هي عارضة أمريكية، ولدت في 1928.